# Гвардейский (Ростовская область)
Гвардейский — посёлок в Матвеево-Курганском районе Ростовской области.
Входит в состав Алексеевского сельского поселения.

## Улицы
- ул. Миусская,
- ул. Новая,
- ул. Светлая.

## История
В 1987 году указом ПВС РСФСР поселку первого отделения совхоза «Сад-База» присвоено наименование Гвардейский.

## Население
| 2010 |
| ---- |
| 253  |